# Madonna (album)
Madonna is het debuutalbum van de zangeres Madonna. Het album werd uitgebracht in juli 1983. In 1985 werd het in Europa opnieuw uitgebracht onder de naam The First Album. De meeste nummers van het album zijn door Madonna zelf geschreven. De andere liedjes kwamen van songwriters Reggie Lucas, Curtis Hudson en Lisa Stevens. De typische 80's disco-sound op het album leverde Madonna haar eerste hit successen op. Van het album werden wereldwijd zo'n 10 miljoen exemplaren verkocht. 

## Nummers
1. Lucky Star
2. Borderline
3. Burning Up
4. I Know It
5. Holiday
6. Think of Me
7. Physical Attraction
8. Everybody